# Панайот Бобарев
Панайот Константинов (Костадинов) Бобарев е български офицер, поручик.

## Биография
Панайот Бобарев е роден на 3 март 1890 в София. При избухването на Балканската война в 1912 година е доброволец в Македоно-одринското опълчение в четата на Никола Герасимов.През август 1915 година завършва Военното училище в София. Участва в Първата световна война като подпоручик, командир на първа рота във Втори пехотен искърски полк. Загива на 16 юни 1917 година при село Дуйне. За бойни отличия през войната посмъртно е пориизведен в поручик, награден с ордени „За храброст“, IV степен и „Св. Александър“ V степен.